# OpenEXR
OpenEXR hay EXR Mở là dạng ảnh chất lượng cao của công ty Industrial Light & Magic (Ánh Sáng & Phép Thuật Công nghệ). OpenEXR được phát triển từ năm 1999 và được phát hành cộng cộng năm 2003  dùng cho điện ảnh và phim, theo một giấy phép phần mềm miễn phí tương tự như giấy phép BSD.
Nó giới thiệu kiểu dữ liệu half (nửa) số thật dấu phẩy động 16 bit để mở rộng phạm vi độ sáng trong ảnh. Nó cũng hỗ trợ vài phương pháp nén dữ liệu, bao gồm phương pháp nén mất và không mất dữ liệu gốc.

## Cấu trúc
Tập tin có bốn bộ phần chính:

- 1. đầu (ký hiệu ảnh, phiên bản, loại, v.v.)
- 2. chuỗi đậc điểm (cỡ kích ảnh, phương pháp nén, thông tin thêm, v.v.)
- 3. bảng vị trí thành phần (danh sách cho các bộ phần ảnh)
- 4. dãy thành phần dữ liệu ảnh (dữ liệu ảnh).

Kiến trúc này cho khả năng có thể chỉ đọc vài thành phần của ảnh cần thiết sử dụng.

## Nén
EXR Mở hỗ trợ 10 phương pháp nén:
- 1. không nén  (không mất dữ liệu gốc)
- 2. RLE  (không mất dữ liệu gốc, nén sự khác nhau của điểm ảnh trong mỗi hàng)
- 3. ZIP  (không mất dữ liệu gốc, dùng DEFLATE của zlib nén tối đa 16 hàng chung)
- 4. ZIPS  (không mất dữ liệu gốc, giống ZIP nhưng nén mỗi hàng riêng)
- 5. PIZ  (không mất dữ liệu gốc, dùng biến hóa sóng tử Haar và mã hóa Huffman, hiệu quả nén cao nhưng rất chậm)
- 6. PXR24  (mất dữ liệu gốc cho kiểu float, đổi float 32 bit sang float 24 bit)
- 7. B44  (mất dữ liệu gốc cho kiểu half, chia ảnh thành khối 4 × 4 điểm ảnh và nén sự khác nhau)
- 8. B44A  (mất dữ liệu gốc cho kiểu half, giống B44 mà có mã số đặc biệt cho khối 4 × 4 điểm ảnh giống hệt nhau)
- 9. DWAA  (mất dữ liệu gốc, rất giống phương pháp dùng cho dạng ảnh JPEG)
- 10. DWAB  (mất dữ liệu gốc, giống DWAA nhưng nén tối đa 256 hàng chung)